# Léon Bollée
Léon Bollée (ur. 1 kwietnia 1870 w Le Mans, zm. 16 grudnia 1913 w Neuilly-sur-Seine) – francuski konstruktor samochodów i wynalazca.

## Młodość
Léon Bollée wywodził się z rodziny ludwisarzy. Jego ojcem był Amédée Bollée, znany konstruktor pojazdów parowych. Od najmłodszych lat interesował się inżynierią, w 1884 roku skonstruował między innymi rower wodny. On i jego starszy brat Amédée-Ernest-Marie zainteresowali się również konstrukcją samochodów.

## Konstruowanie maszyn liczących

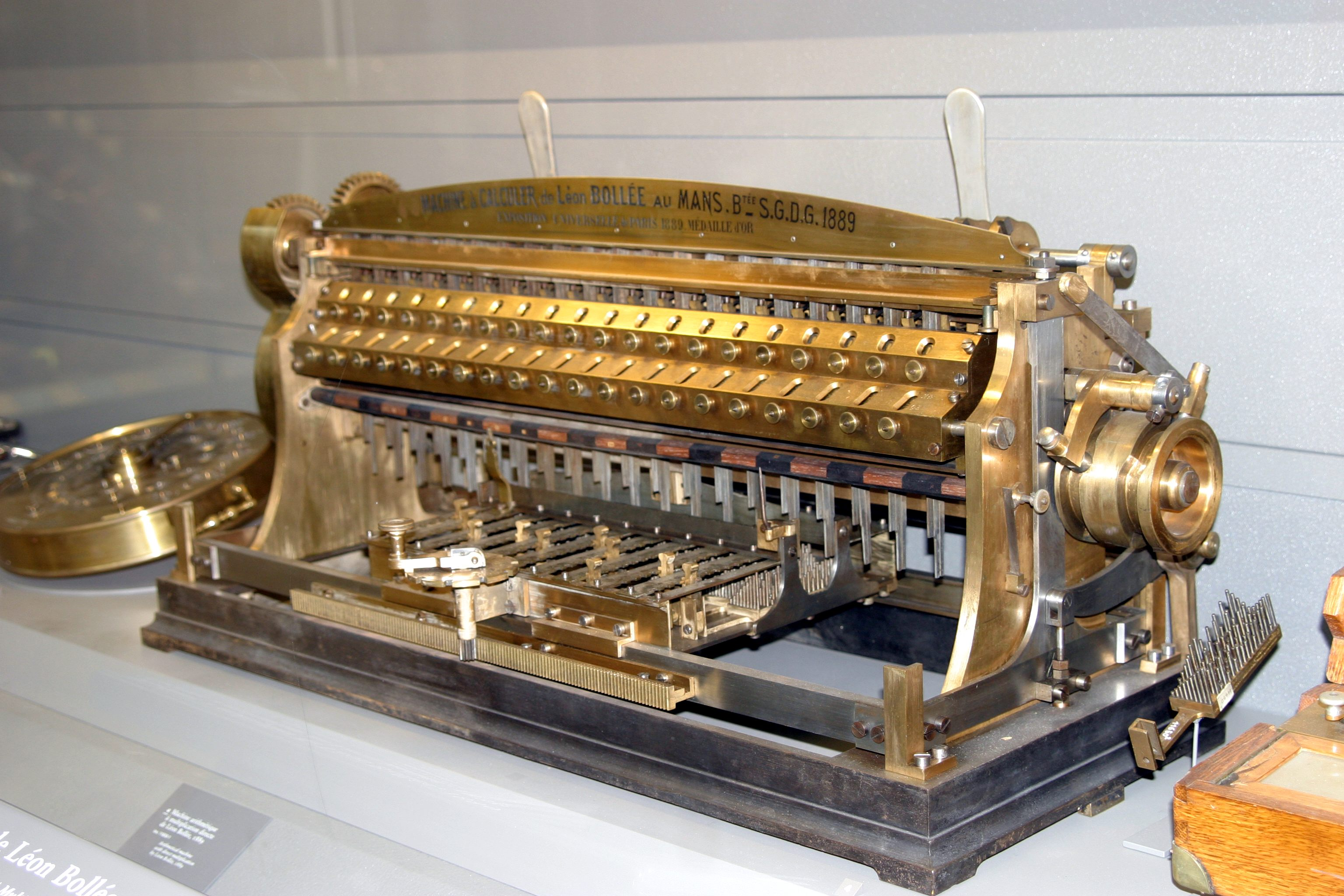
Maszyna mnożąca Léona Bollée w Musée des Arts et Métiers w Paryżu

W roku 1887, w wieku siedemnastu lat, Bollée rozpoczął prace nad trzema maszynami liczącymi: maszyną mnożącą, arytmografem oraz tablicą kalkulacyjną. Pierwsza z nich odniosła wielki sukces.
Maszyna mnożąca Bollée była pierwszym urządzeniem liczącym, w którym udało się skutecznie zaimplementować operację mnożenia. Korzystała ona z płytek z bolcami, będących reprezentacją kości Napiera. Długość bolca odpowiadała wartości cyfry. Maszyna wykorzystywała między innymi mechanizm przeniesienia Charlesa de Colmara. Wykonywanie działań polegało na wprowadzeniu przy pomocy suwaków jednego z czynników, a następnie wprowadzaniu kolejnych cyfr drugiego z czynników, za każdym razem wykonując obrót korbą. Podczas demonstracji w 1892 roku Bollée zdołał obliczyć przy pomocy maszyny pierwiastek osiemnastocyfrowej liczby w ciągu trzydziestu sekund, podczas gdy wcześniejszym maszynom zabierało to minuty.
Maszyna mnożąca i arytmograf zostały opatentowane we Francji, Belgii, Niemczech, Austro-Węgrzech, Wielkiej Brytanii oraz Stanach Zjednoczonych. Maszyna mnożąca zdobyła złoty medal na Wystawie Światowej w Paryżu w 1898 roku. Po tym sukcesie wielbiciele mieli zacząć nazywać Bollée francuskim Edisonem. Sam Thomas Edison zaproponował mu pracę w Stanach Zjednoczonych, ale Bollée odmówił. W uznaniu zasług Bollée otrzymał francuski order Legii Honorowej.

## Działalność związana z samochodami

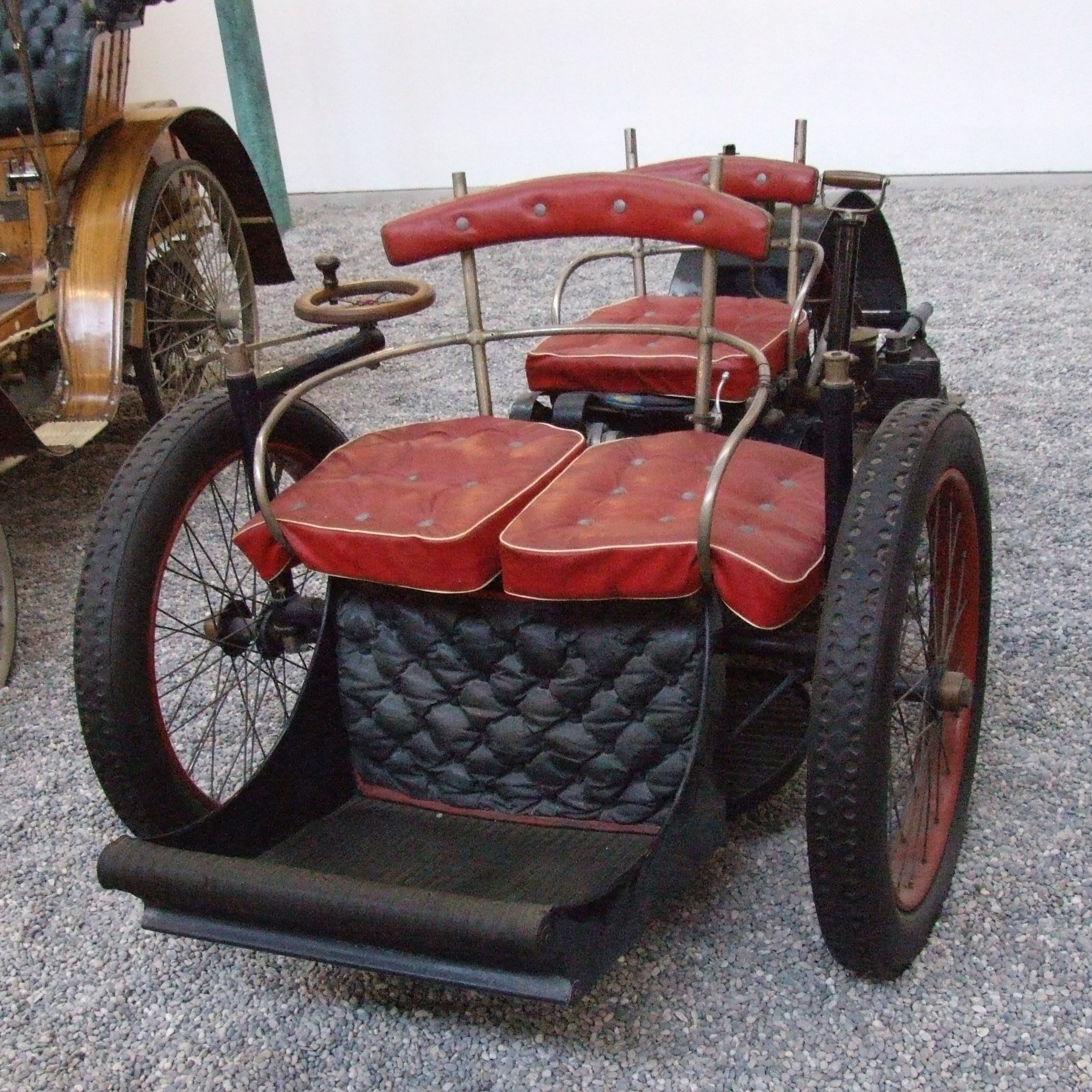
Voiturette, samochód produkcji Léon Bollée Automobiles

Wraz z ojcem konstruował samochody parowe, m.in. La Nouvelle, wystawiony w 1895 roku w wyścigu Paryż–Bordeaux–Paryż. W tym samym roku założył firmę Léon Bollée Automobiles z siedzibą w Le Mans. Jako pierwszy we Francji konstruował samochody napędzane silnikiem benzynowym. W 1896 roku rozpoczął produkcję trójkołowego Voiturette. Był to pierwszy seryjnie produkowany samochód wyposażony w gumowe opony. Również ta maszyna była wystawiana w wyścigach, osiągając prędkości rzędu 45 km/h.
Był również twórcą i prezesem automobilklubu Union Auto-Cycliste de la Sarthe oraz fundatorem wyścigu dookoła Le Mans, którego następcą jest słynny 24h Le Mans.

## Fascynacja lotnictwem
Bollée pasjonował się również lotnictwem i aeronautyką. Był prezesem Aéroclub de la Sarthe i odbywał loty balonami na gorące powietrze. W 1908 roku zaprosił do Francji Wilbura Wrighta, aby ten mógł zaprezentować samolot, który skonstruował wspólnie ze swym bratem Orville’em. Bollée użyczył swojej fabryki i mechaników, aby Wright mógł zrekonstruować dostarczoną w częściach maszynę. Były to jedne z pierwszych publicznych pokazów maszyny i pierwsze w Europie. Na publiczności duże wrażenie zrobił fakt, że samolot zdołał unieść ważącego wówczas 244 funty Bollée jako pasażera.

## Śmierć i upamiętnienie
W 1911 roku Bollée przeżył poważny wypadek lotniczy, cierpiał również na problemy z sercem. Zmarł na zawał serca 16 grudnia 1913.  Został pochowany na cmentarzu Świętego Krzyża w Le Mans.
Jego firma samochodowa była dalej prowadzona przez wdowę po nim, ale w 1922 roku została przejęta przez Morris Motor Company i przemianowana na Morris-Léon Bollée. W 1931 Morris sprzedał firmę grupie inwestorów, którzy nazwali ją Societé Nouvelle Léon Bollée. Działalność ustała w roku 1933.
W uznaniu zasług 5 stycznia 1932 roku jego imieniem nazwano leję w 13. dzielnicy Paryża. Jego imię nosi również wybudowany w 1906 roku stadion piłkarski w Le Mans oraz instytut informatyczny w Ho Chi Minh w Wietnamie.